# Landrat (Deutschland)
Der Landrat ist Organ und Hauptverwaltungsbeamter eines deutschen Landkreises oder Kreises und damit oberster Kommunalbeamter. Zugleich ist er in den meisten Ländern untere staatliche Verwaltungsbehörde („Doppelstellung“ oder „Janusköpfigkeit“ des Landrats). Er vertritt den (Land-)Kreis nach außen und wird in den meisten Ländern unmittelbar von den Kreisbürgern gewählt. Nur in Baden-Württemberg und Schleswig-Holstein wird der Landrat vom Kreistag gewählt.
Rechtsstellung und Aufgaben des Landrats sind in den einzelnen Ländern – insbesondere in den Landkreisordnungen – unterschiedlich ausgestaltet. In vielen deutschen Bundesländern ist „Der Landrat“ auch die Bezeichnung der von ihm geleiteten Behörde, der Kreisverwaltung. In Süddeutschland ist stattdessen die Bezeichnung Landratsamt üblich. Nach den Regelungen der meisten deutschen Bundesländer ist der Landrat als Wahlbeamter zugleich Behördenleiter des staatlichen Teils des Landratsamtes (untere staatliche Verwaltungsbehörde bzw. untere Landesbehörde). Dies gilt nicht in den Ländern, die den Weg der Vollkommunalisierung gewählt haben (Niedersachsen, Sachsen und Sachsen-Anhalt).

## Geschichte
Landrat war ursprünglich die Bezeichnung für einen oder mehrere Vertreter der Landstände, vor allem der landständischen Ritterschaft. Die Zuständigkeit war unterschiedlich, in Lüneburg waren sie für die Steuererhebung auf den Rittergütern zuständig, in anderen Ländern des Heiligen Römischen Reiches war der Landrat der Beisitzer an einem Landgericht.
Die heutige Bedeutung erhielt der Begriff in Brandenburg-Preußen, wo der Landrat ursprünglich der Titel eines Mitglieds des engeren Ausschusses der Landschaft in einem der damaligen Provinzen Kurmark, Neumark, Pommern und Magdeburg war (siehe auch Landrat (Pommern)). Im 17. Jahrhundert wurde jedem Landrat für die Landreiterei, den Beritt bzw. den Kreis (siehe auch Geschichte der Kreisbildung in Deutschland#Preußen), für den er in den Landschaftsausschuss gewählt wurde, auch das Amt des Kreiskommissars übertragen. Da der Titel Landrat als höher angesehen wurde und die Landschaftsausschüsse an Einfluss verloren, wandelte sich die Bedeutung des Begriffs Landrat von Mitglied des Landschaftsausschusses zu oberster Beamter des Kreises. Gemäß der brandenburgisch-preußischen Hofrangordnungen von 1713 rangierten die Landräte in Preußen mit dem Offiziersdienstgrad Oberst.
1815 wurde in Preußen (mit Ausnahme Hohenzollerns) durch die Verordnung wegen verbesserter Einrichtung der Provinzialbehörden flächendeckend Landräte als die obersten Beamten der untersten staatlichen Verwaltungsbehörde (Landratsamt) eingeführt. Zunächst war der Landrat im Wesentlichen ein ehrenamtliches Gemeindeamt, welches von der Ritterschaft durch die Wahl bestimmt wurde. Das Amt entwickelte sich zu einem Berufsamt mit staatlichen Funktionen. Gleichwohl blieb es zumeist in den Händen des Adels: In Preußen waren in der Zeit des Kaiserreiches 59 % der Landräte Adlige. Der Landrat war die erste landespolizeiliche Instanz und Organ der Staatsregierung für die Geschäfte der allgemeinen Landesverwaltung und leitete aber zugleich nach der Kreisverfassung als Vorsitzender des Kreistages und des Kreisausschusses die Gemeindeverwaltung des Kreises.
Der Titel Landrat war in einzelnen deutschen Kleinstaaten, nämlich in Sachsen-Altenburg, Sachsen-Coburg-Gotha, Sachsen-Meiningen sowie in den reußischen und in den schwarzburgischen Fürstentümern (Schwarzburg-Rudolstadt und Schwarzburg-Sondershausen), für die untersten Verwaltungsbehörden angenommen worden. In Bayern, wo mit deren Einführung in den rechtsrheinischen Kreisen seit 1828 Landräte gewählt werden, wurde die zur Vertretung einer Kreisgemeinde berufene Versammlung Landrat genannt (Vorläufer der heutigen Bezirkstage). In Mecklenburg hießen die acht Vertreter des eingeborenen oder rezipierten Adels im ständischen Direktorium Landräte. Zwei Landräte gehörten dem „Engeren Ausschuß“ der Ritter- und Landschaft an.
Die Amtsbezeichnung für den obersten Beamten eines Kreises konnte abweichen. So lautete im Reichsland Elsass-Lothringen 1871 bis 1918 die Amtsbezeichnung Kreisdirektor, in Hessen-Darmstadt Kreisrat, im Herzogtum Nassau 1849 bis 1853 Kreisamtmann, Hohenzollern (Ober-)Amtmann.
In Bayern wurde die Bezeichnung Landrat für den Leiter der unteren Verwaltungsbehörde 1939 eingeführt, als die seit 1862 als untere Verwaltungsbehörden bestehenden Bezirksämter in Landratsämter umbenannt wurden. In Baden wurde der Begriff Landrat 1924 eingeführt.

## Einzelregelungen
In Niedersachsen und Nordrhein-Westfalen war nach alter Rechtslage der Oberkreisdirektor (OKD) Hauptverwaltungsbeamter, der ehrenamtliche Landrat nahm nur repräsentative Aufgaben wahr („Zweigleisigkeit“ oder „Doppelspitze“).
Die Kreisordnung in Nordrhein-Westfalen sah vor, dass ab der Kommunalwahl 1999 die Landräte hauptberufliche Wahlbeamte und damit auch Hauptverwaltungsbeamte sein sollen. Den Kreisen wurde aber die Möglichkeit eingeräumt, diese Umstellung schon ab 1994 vorzunehmen und den Landrat dann bis 1999 vom Kreistag wählen zu lassen. Der Landrat wird seit 1999 für fünf, seit 2009 für sechs Jahre direkt vom Volk gewählt. Schied er vorzeitig aus, fand eine Landratswahl statt, wobei die Amtszeit dann bis zum Ende der nächsten Kommunalwahlperiode, d. h. länger als fünf Jahre dauerte. In Niedersachsen ist ab 1996 ebenfalls die Doppelspitze abgeschafft worden. Die Amtszeit eines niedersächsischen Landrats beträgt fünf Jahre, in bestimmten Fällen auch mehr als fünf Jahre (§ 80 NKomVerfG).
In Rheinland-Pfalz wird der Landrat in direkter Wahl für acht Jahre gewählt. Reichen die Bürger keinen gültigen Wahlvorschlag ein, wird er vom Kreistag gewählt.
In Baden-Württemberg wird der Landrat nicht direkt, sondern vom Kreistag auf acht Jahre gewählt. Sein Stellvertreter führt die Amtsbezeichnung „Erster Landesbeamter“ und leitet den Bereich der staatlichen Verwaltung im Landratsamt. Der Erste Landesbeamte wird von der Landesregierung ernannt.
| Land                   | Amtsdauer                | Wahlverfahren 1. Wahlgang                                                  | Wahlverfahren 2. Wahlgang | Abwahl | Altersgrenzen                   |
| ---------------------- | ------------------------ | -------------------------------------------------------------------------- | --- | --- | ------------------------------- |
| Baden-Württemberg      | 8 Jahre                  | durch Kreistag (absolute Mehrheitswahl)                                    | durch Kreistag (absolute Mehrheitswahl) | nein | 30–68 Jahre                     |
| Bayern                 | 6 Jahre                  | absolute Mehrheitswahl                                                     | absolute Mehrheitswahl Stichwahl der zwei Bewerber mit den höchsten Stimmergebnissen                                                                                              | nein | ab 18 Jahren                    |
| Brandenburg            | 8 Jahre                  | absolute Mehrheitswahl und Zustimmungsquorum von 15 % der Wahlberechtigten | absolute Mehrheitswahl Stichwahl der zwei Bewerber mit den höchsten Stimmergebnissen und Zustimmungsquorum von 15 % der Wahlberechtigten (bei Nichterfüllung Wahl durch Kreistag) | ja durch Kreistag (2/3-Mehrheit) oder Bürgerschaft (Quorum 15 %) einzuleiten bei Abstimmung Mehrheit und Zustimmungsquorum 25 % der Wahlberechtigten | 25–62 Jahre                     |
| Hessen                 | 6 Jahre                  | absolute Mehrheitswahl                                                     | absolute Mehrheitswahl Stichwahl der zwei Bewerber mit den höchsten Stimmergebnissen                                                                                              | ja durch Kreistag (2/3-Mehrheit) einzuleiten bei Abstimmung Mehrheit und Zustimmungsquorum 30 % der Wahlberechtigten                                 | ab 18 Jahren                    |
| Mecklenburg-Vorpommern | 7–9 Jahre (Hauptsatzung) | absolute Mehrheitswahl                                                     | absolute Mehrheitswahl Stichwahl der zwei Bewerber mit den höchsten Stimmergebnissen                                                                                              | ja durch Kreistag (2/3-Mehrheit) einzuleiten bei Abstimmung 2/3-Mehrheit und Zustimmungsquorum 1/3 der Wahlberechtigten                              | 18–60/64 Jahre (bei Wiederwahl) |
| Niedersachsen          | 8 Jahre                  | absolute Mehrheitswahl                                                     | absolute Mehrheitswahl Stichwahl der zwei Bewerber mit den höchsten Stimmergebnissen                                                                                              | ja durch Kreistag (3/4-Mehrheit) einzuleiten bei Abstimmung Mehrheit und Zustimmungsquorum 25 % der Wahlberechtigten                                 | 23–67 Jahre                     |
| Nordrhein-Westfalen    | 5 Jahre                  | absolute Mehrheitswahl                                                     | absolute Mehrheitswahl Stichwahl der zwei Bewerber mit den höchsten Stimmergebnissen                                                                                              | ja durch Kreistag (2/3-Mehrheit) oder Bürgerschaft (Quorum 15 %) einzuleiten bei Abstimmung Mehrheit und Zustimmungsquorum 25 % der Wahlberechtigten | ab 23 Jahren                    |
| Rheinland-Pfalz        | 8 Jahre                  | absolute Mehrheitswahl                                                     | absolute Mehrheitswahl Stichwahl der zwei Bewerber mit den höchsten Stimmergebnissen                                                                                              | ja durch Kreistag (2/3-Mehrheit) einzuleiten bei Abstimmung Mehrheit und Zustimmungsquorum 30 % der Wahlberechtigten                                 | 23–65 Jahre                     |
| Saarland               | 10 Jahre                 | absolute Mehrheitswahl                                                     | absolute Mehrheitswahl Stichwahl der zwei Bewerber mit den höchsten Stimmergebnissen                                                                                              | ja durch Kreistag (2/3-Mehrheit) einzuleiten bei Abstimmung Mehrheit und Zustimmungsquorum 30 % der Wahlberechtigten                                 | 25–65 Jahre                     |
| Sachsen                | 7 Jahre                  | absolute Mehrheitswahl                                                     | Relative Mehrheitswahl, neuer Wahlgang nur Kandidaten aus dem 1. Wahlgang | ja durch Kreistag (3/4-Mehrheit) oder Bürgerschaft (Quorum 1/3) einzuleiten bei Abstimmung Mehrheit und Zustimmungsquorum 50 % der Wahlberechtigten  | 27–65 Jahre                     |
| Sachsen-Anhalt         | 7 Jahre                  | absolute Mehrheitswahl                                                     | absolute Mehrheitswahl Stichwahl der zwei Bewerber mit den höchsten Stimmergebnissen                                                                                              | ja durch Kreistag (3/4-Mehrheit) einzuleiten bei Abstimmung Mehrheit und Zustimmungsquorum 30 % der Wahlberechtigten                                 | 21–65 Jahre                     |
| Schleswig-Holstein     | 6–8 Jahre (Hauptsatzung) | durch Kreistag (absolute Mehrheitswahl) (wieder seit 2009)                 | durch Kreistag (absolute Mehrheitswahl) Stichwahl der zwei Bewerber mit den höchsten Stimmergebnissen                                                                             | ja durch Kreistag mit 2/3-Mehrheit in zwei Wahlgängen                                                                                                | ab 18 Jahren                    |
| Thüringen              | 6 Jahre                  | absolute Mehrheitswahl                                                     | absolute Mehrheitswahl Stichwahl der zwei Bewerber mit den höchsten Stimmergebnissen                                                                                              | ja durch Kreistag (2/3-Mehrheit) einzuleiten bei Abstimmung Mehrheit und Zustimmungsquorum 30 % der Wahlberechtigten                                 | 21–65 Jahre                     |

## Aufgaben
Der Landrat leitet – soweit von der Landkreisordnung so vorgesehen – die Sitzungen des Kreistages, nimmt die Vertretung des Kreises bzw. Landkreises wahr, führt die Beschlüsse des Kreistages aus und erledigt die Geschäfte der laufenden Verwaltung. In Nordrhein-Westfalen ist der Landrat im Wege der Organleihe gleichzeitig Leiter der Kreispolizeibehörde. In der Regel ist der Landrat Vorgesetzter der Arbeitnehmer und Beamten der Kreisverwaltung.
Während der Landrat im Bereich der eigenen und übertragenen Aufgaben des Landkreises an die Beschlüsse des Kreistages und seiner Ausschüsse gebunden ist, wird er, soweit im jeweiligen Bundesland nicht die Vollkommunalisierung gilt, als Chef des staatlichen Landratsamtes als an die Weisungen der staatlichen Mittel- und Oberbehörden gebundener Wahlbeamter tätig. Dieser Bereich ist dann der Entscheidung durch den Kreistag und seine Ausschüsse entzogen.
Je nach Bundesland obliegen ihm weitere Aufgaben.

## Kommunalverbände besonderer Art
Die Kommunalverbände besonderer Art haben einen Hauptverwaltungsbeamten, dessen Aufgaben mit denen eines Landrats vergleichbar sind. Bei der Region Hannover heißt dieser Regionspräsident, beim Regionalverband Saarbrücken Regionalverbandsdirektor und bei der Städteregion Aachen Städteregionsrat.

## Besoldung
Die Besoldung dieser Wahlbeamten regelt das Kommunalbesoldungsrecht des jeweiligen Landes. Je nach Einwohnerzahl ihres Landkreises werden Landräte beispielsweise in Hessen mit B 5 bis B 7 besoldet, in Baden-Württemberg mit B 6 bis B 8, in Sachsen-Anhalt mit B 4 bis B 6 und dort bei Wiederwahl mit B 5 bis B 7.